# Symphyotrichinae
Symphyotrichinae je podtribus glavočika,  dio tribusa Astereae. Postoji pet rodova; tipičan je Symphyotrichum raširen sa svojih devedesetak vrsta po Aziji i obje Amerike.

## Rodovi
1. Almutaster Á.Löve & D.Löve (1 sp.)
2. Ampelaster G.L.Nesom (1 sp.)
3. Canadanthus G.L.Nesom (1 sp.)
4. Psilactis A.Gray (6 spp.)
5. Sanrobertia G.L. Nesom (1 sp.)
6. Symphyotrichum Nees (99 spp.)